# Etsuko Handa
Etsuko Handa (jap. 半田 悦子, Handa Etsuko; * 10. Mai 1965 in Shizuoka) ist eine ehemalige japanische Fußballspielerin.

## Karriere

### Verein
Sie begann ihre Karriere bei Shimizudaihachi SC. 1989 folgte dann der Wechsel zu Suzuyo Shimizu FC Lovely Ladies. Sie trug 1989 zum Gewinn der Nihon Joshi Soccer League bei.

### Nationalmannschaft
Handa wurde 1981 in den Kader der japanische Nationalmannschaft berufen und kam bei der Fußball-Asienmeisterschaft der Frauen 1981 zum Einsatz. Sie wurde in den Kader der Fußball-Weltmeisterschaft der Frauen 1991, 1995 und Olympischen Sommerspiele 1996 berufen. Sie hat insgesamt 75 Länderspiele für Japan bestritten.

## Errungene Titel

### Mit seinen Vereinen
- Nihon Joshi Soccer League: 1989

### Persönliche Auszeichnungen
- Nihon Joshi Soccer League Bester Spieler: 1989
- Nihon Joshi Soccer League Best XI: 1989, 1990, 1993, 1994